# آرثر ويليام دان
آرثر ويليام دان (بالإنجليزية: Arthur William Dunn)‏ هو عالم اجتماع أمريكي، ولد في 1868، وتوفي في 1927.